# Patrick Ouchène
Patrick Ouchène, znany także jako Copycat (ur. 5 grudnia 1966 w Brukseli) – belgijski piosenkarz, założyciel, wokalista i gitarzysta zespołu rockowo-jazzowego The Domino’s, członek rock 'n' rollowego Runnin' Wild, reprezentant Belgii podczas 54. Konkursu Piosenki Eurowizji w 2009 roku.

## Życiorys

### The Domino’s
W latach 80. Ouchène założył zespół The Domino’s, z którym wyprodukował w 1990 swój debiutancki album studyjny zatytułowany The Domino’s. Dwa lata później grupa wydała drugą płytę pt. Je Suis Swing, której tytułowy singiel przyniósł formacji sukces komercyjny, trafiając do pierwszej dziesiątki francuskiego notowania list przebojów. Niedługo po wydaniu płyty zaczęli kampanię promocyjną, w ramach której wystąpili we francuskich programach rozrywkowych Michela Druckera, Jean-Pierre’a Foucaulta i Pascala Sevrana, a podczas jednego z nich zaśpiewali piosenkę „C’est à Paris” w duecie z Charlesem Azavourem.
W 1996 roku zespół wydał swój trzeci krążek zatytułowany Gotta Get Out.

### Kariera solowa
Ouchène wyprodukował sześć płyt, na których znalazły się głównie utwory rock and rollowe, nawiązujące do muzyki lat 50. Wziął udział w kilka projektach muzycznych, w tym m.in. w The Million Dollars Sunrise nagranym w hołdzie zespołowi Sun Sound założonemu w 1955 roku.
17 lutego 2009 roku Ouchène został ogłoszony reprezentantem Belgii podczas 54. Konkursu Piosenki Eurowizji organizowanego w Moskwie. Przed podaniem nazwiska krajowego delegata, belgijski nadawca informował media o występie Elvisa (chodziło o inspiracje piosenkarza muzyką i stylizacją Elvisa Presleya). W marcu została opublikowana konkursowa piosenka reprezentanta – „Copycat”, która została zachowana w rock and rollowej stylistyce nawiązującej do twórczości Presleya.
W kwietniu Ouchène wyruszył w trasę promocyjną, a w maju rozpoczął próby eurowizyjne w Olimpijskij w Rosji. 12 maja wystąpił (jako Copycat) jako trzeci w kolejności w pierwszym półfinale widowiska, a na scenie towarzyszyły wokaliście dwie chórzystki. Utwór zdobył tylko jeden punkt i uplasował się na przedostatnim, 17. miejscu, przez co nie awansował do finału.